# قلعه سنت آنجلو
قلعهٔ سنت آنجلو یا کاستل سنت آنجلو (به ایتالیایی: Castel Sant'Angelo به معنای قلعهٔ فرشتهٔ مقدس) که پیشتر با نام آرامگاه هادریان (به ایتالیایی: Mausoleo di Adriano) شناخته می‌شد ساختمانی مدور و استوانه‌ای‌شکل واقع بر کرانهٔ رود تیبر در شمال غربی مرکز تاریخی شهر رم در ایتالیا است. این بنا نخست توسط هادریانوس، امپراتور روم به‌عنوان آرامگاهی برای او و خانواده‌اش ساخته‌شد اما بعدتر در طول تاریخ با انجام تغییراتی در آن به عنوان آرامگاهی برای چند امپراتور دیگر و خانواده‌هایشان، دژ، زندان و پناهگاهی برای پاپها و پادگانی برای نیروهای ناپلئونی نیز مورد استفاده قرار گرفت. این ساختمان امروزه تبدیل به موزه شده‌است.

## تاریخچه
هادریانوس، امپراتور روم در سال ۱۳۵ میلادی کار ساخت آرامگاهی برای خود و خانواده‌اش را در رم آغاز نمود که کار ساخت آن ۴ سال بعد توسط پسرخوانده و جانشینش آنتونیوس پیوس در سال ۱۳۹ به پایان رسید. این بنا ساختمانی مدور با زیربنای ۸۴ متر مربع و ارتفاع ۲۰ متر بود که بر بالای آن تپه‌ای کوچک قرار داشت. همچنین مجسمه‌ای از امپراتور همراه با ارابهٔ چهاراسبه‌ای برنزی تاج این آرامگاه را تشکیل می‌داد با توجه به عبور رود تیبر از کنار آرامگاه، پلی نیز که طراحی آن توسط خود امپراتور هادریانوس در سال ۱۳۴ انجام شده بود و امروزه به نام پونته سنت آنجلو یا پل سنت آنجلو شناخته می‌شود در مقابل آن ساخته شد. این پل امروزه یک پل عابررو است و مجسمه‌های دو طرف آن که جایگزین تندیس‌های دوران امپراتوری شده‌اند ساختهٔ جیان لورنزو برنینی است که توسط پاپ کلمنت نهم (۱۶۶۷-۱۶۶۹) به خدمت گرفته شده بود.
خاکستر هادریان پس از مرگش در سال ۱۳۸ در کوزه‌ای در این آرامگاه قرار داده‌شد. همچنین خاکسترهای چند امپراتور دیگر پس از او تا سپتیموس سوروس در این آرامگاه گذاشته شد. در سال ۲۷۰ میلادی پس از آنکه اورلیان، دیگر امپراتور روم، دور شهر را دیوار کشید این آرامگاه را تبدیل به دژی نظامی کرد.
در سدهٔ چهارم میلادی، مسیحیان ستون‌های سنگی بنای هادریان را برداشتند تا برای هرچه بلندتر و باشکوه‌تر نشان‌دادن کلیسای سن پیترو که در حال ساخت بود در آن استفاده نمایند. 
پس از آن در طی قرون وسطی و در زمان درگیری بین پاپ‌ها و نجیب‌زادگان، این بنا به دژی مستحکم بدل شد. یک دیوار بلند دفاعی موسوم به پاسِتو که در زمان پاپ لئوی چهارم (۸۴۷-۸۵۵) ساخته شد این بنا را به کاخ واتیکان متصل می‌سازد. پاپ نیکلاس پنجم (۱۴۴۷-۱۴۵۵) طبقه‌ای آجری بر بالای این ساختمان ساخت و برج‌های کوچکی را به گوشه‌های آن افزود و باستیون هشت‌ضلعی قلعه در زمان پاپ الکساندر ششم (۱۴۹۲-۱۵۰۳) به بنا اضافه شد. الکساندر همچنین گذرگاهی را بر بالای دیوار بلند دفاعی ساخت تا پاپ بتواند در زمانی که مورد محاصره قرار گرفته‌است از آنجا بگریزد. از این طریق او توانست در سال ۱۴۹۴ از دست فرانسویان مهاجم فرار کند. در سال ۱۵۲۷ پاپ کلمنت هفتم در برابر نیروهای شارل پنجم در اینجا پناه جست و چند اتاق آن را قابل سکونت کرد. این اتاق‌ها بعدتر توسط پاپ پل سوم که در زمان کاردینالیش توسط پاپ اینوسنت هشتم در این قلعه زندانی شده بود تکمیل شد. بنونوتو چلینی مجسمه‌ساز نیز در زندگینامه‌اش به زندانی شدنش در این قلعه اشاره کرده‌است. پس از اتحاد و یکپارچگی ایتالیا این قلعه به سربازخانه و زندانی نظامی تبدیل شد تا آنکه امروزه به موزه تبدیل شده‌است.
قلعهٔ سنت آنجلو شامل ۴ طبقهٔ اصلی است که اتاق‌های پاپ‌ها در دو طبقهٔ بالایی آن قرار دارند. همچنین تندیسی از میکائیل بر بالای قلعه قرار دارد.

## نام‌گذاری
این بنا نخست آرامگاه هادریان (آدریان) نام داشت. در سال ۵۹۰ پس از میلاد که طاعون شهر رم را فراگرفته بود، پاپ گرگوری کبیر هدایت گروهی را برای مبارزه با این بیماری برعهده گرفت. بنا بر روایات ناگهان فرشته‌ای با شمشیری در نیام بر بالای آرامگاه ظاهر شد. ظهور این فرشته به منزلهٔ نشانه‌ای از فرونشستن طاعون در نظر گرفته شد و پاپ گرگوری به شکرانهٔ آن، کلیسای کوچکی را در آرامگاه ساخت. آن فرشته میکائیل بود و پس از آن این بنا به سنت آنجلو یا فرشتهٔ مقدس مشهور شد.

## نگارخانه

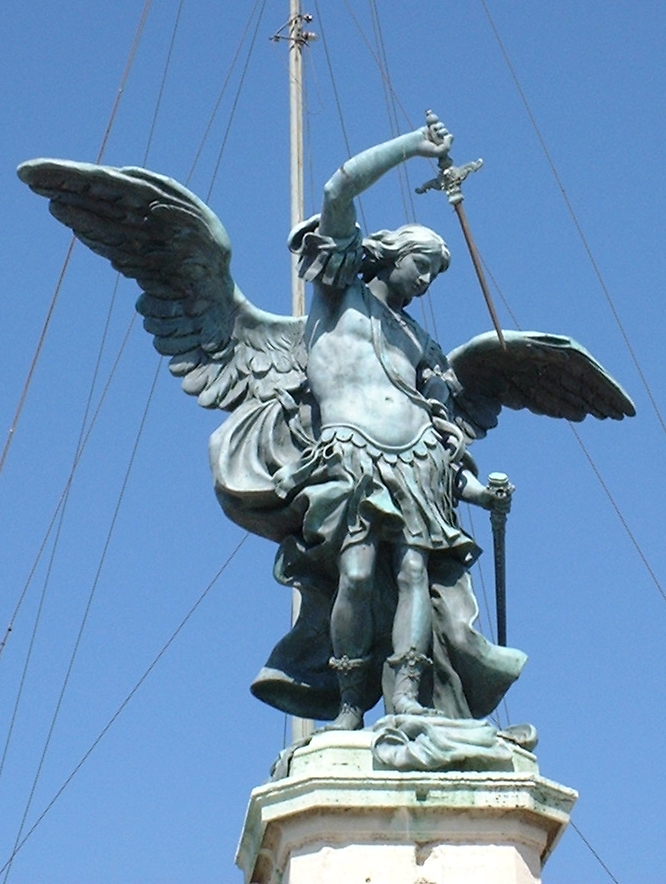
تندیس میکائیل بر بالای بنا
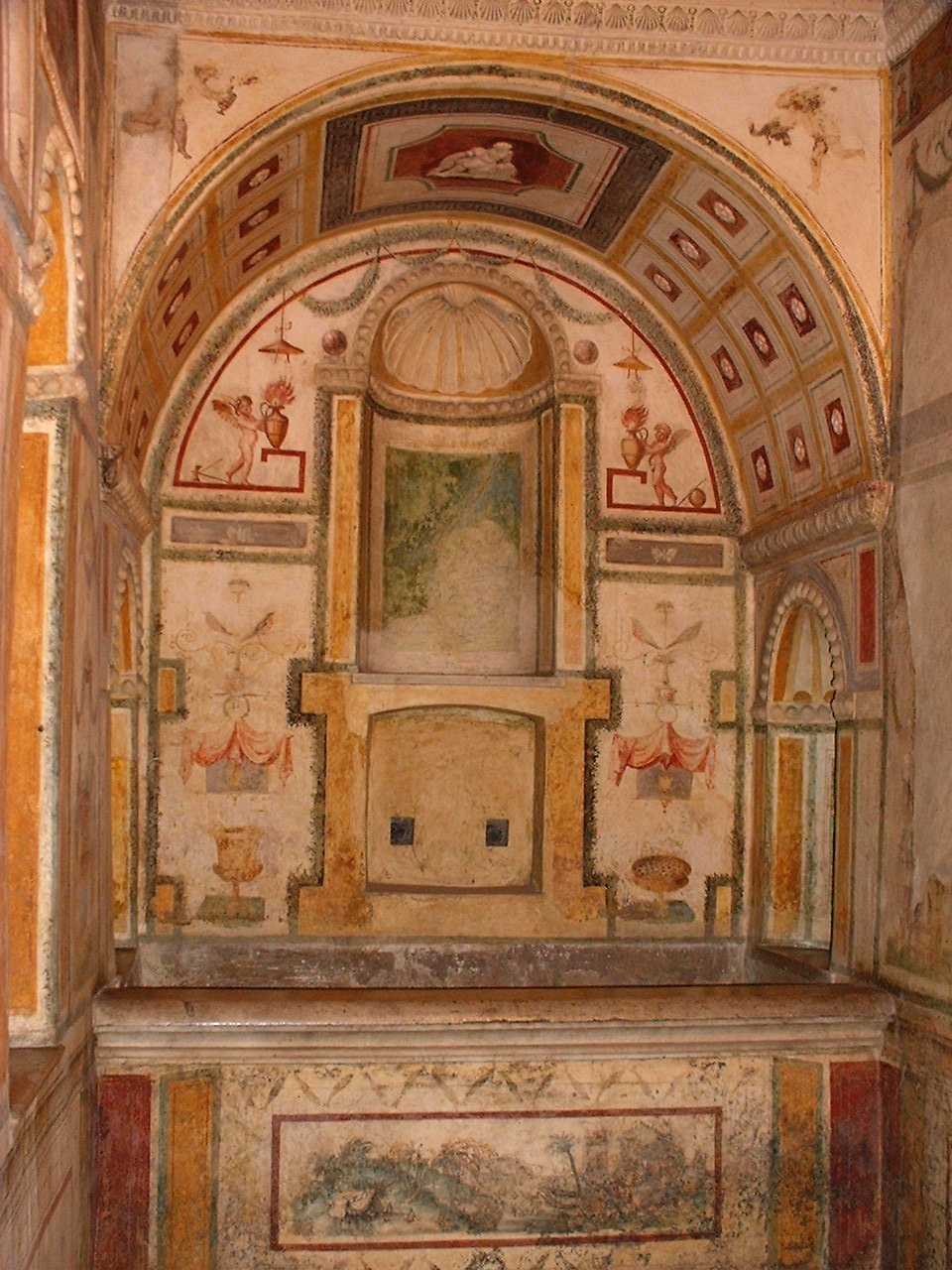
حمام کلمنت هفتم در درون قلعه
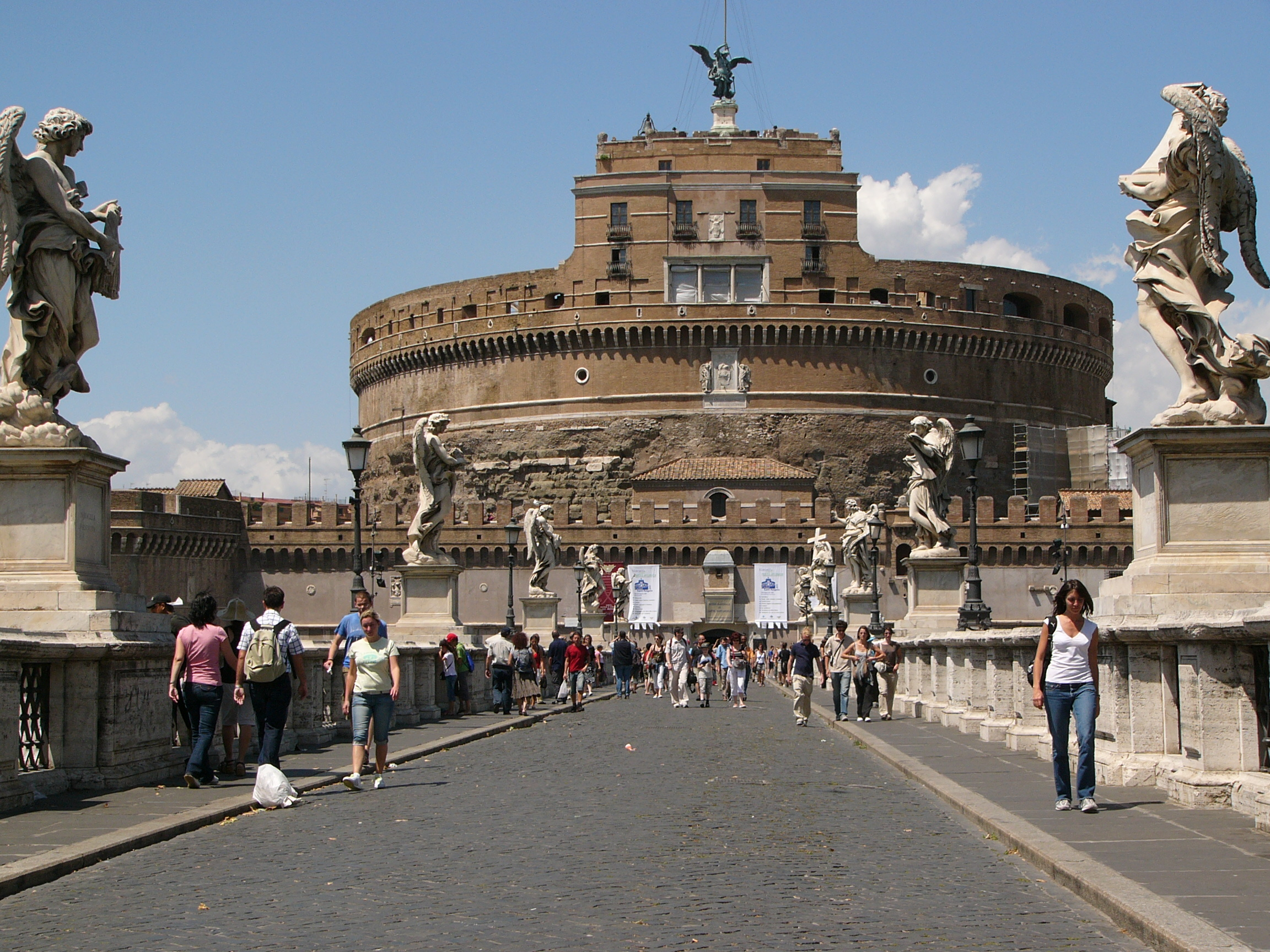
نمایی دیگر از ساختمان
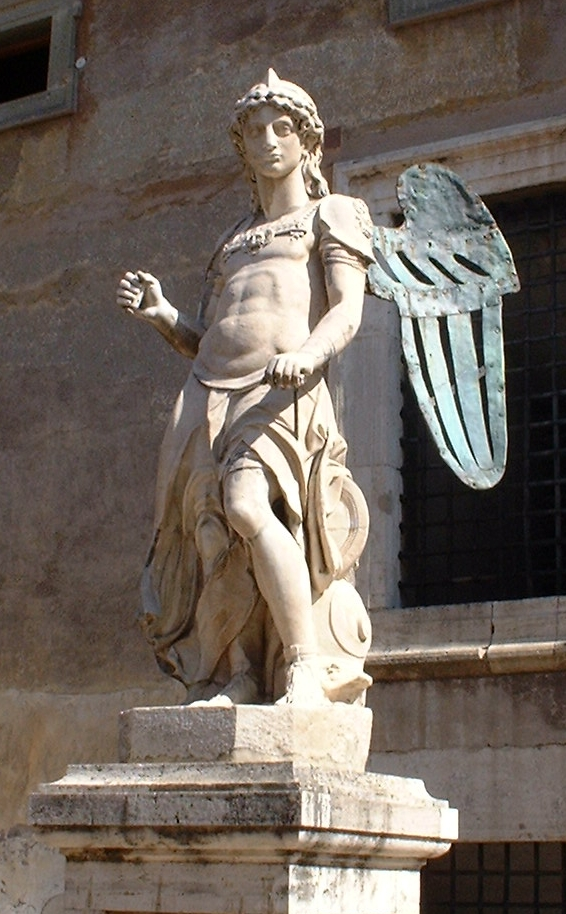
تندیسی ساختهٔ رافائلو دا مونتلوپو که پیش از مجسمهٔ کنونی بر بالای بنا قرار داشت